# آري فلايشر
آري فلايشر (بالإنجليزية: Ari Fleischer) (و. 1960 – م) هو سياسي من الولايات المتحدة الأمريكية .
تولى منصب السكرتير الصحفي للبيت الأبيض (2001-01-20–2003-07-15) .وهو عضو في الحزب الجمهوري .

## التعليم
تعلم في كلية ميدلبوري.